# Variegació

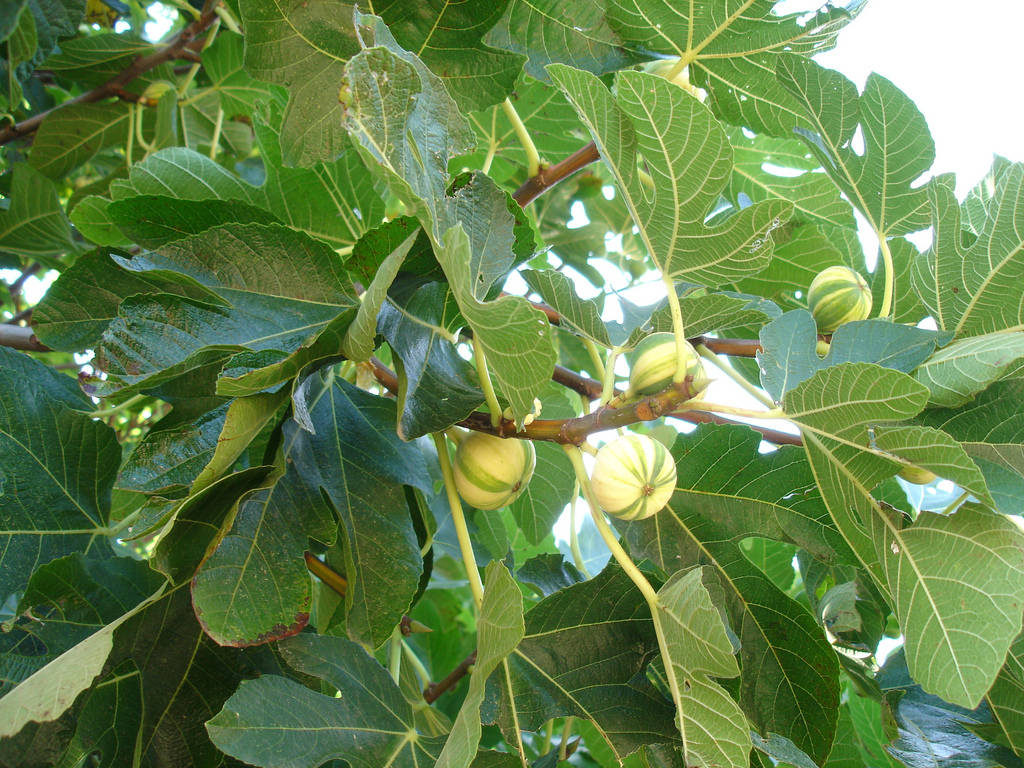
Ficus carica Panascè

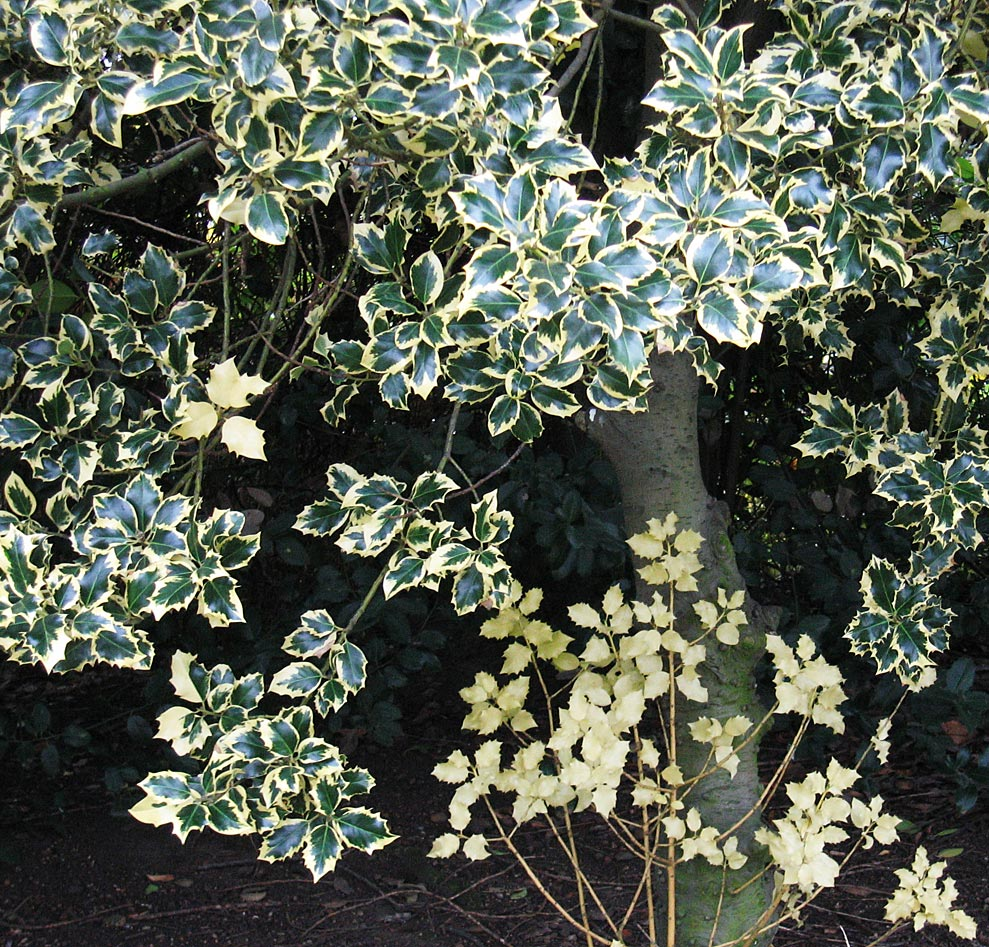
Variegació en fulles de grèvol

Variegació, o més correntment fulles variegades, és l'aparença de zones diferentment acolorides en fulles, i de vegades en tiges, de les plantes. Aquesta coloració pot tenir el seu origen en diverses causes. Algunes variegacions es consideren atractives i ornamentals i els jardiners tendeixen a mantenir-les i reproduir-les.
De vegades es fa servir aquest terme per a referir-se a la zonació de colors en flors i minerals.

## Variegació producte d'una quimera
Les plantes que presenten una variegació quimèrica són quimeres amb diferents característiques genètiques en els seus teixits. La manca de clorofil·la en alguns teixits provoca variegació amb zones emblanquinades o engroguides en les fulles, en contrast amb el teixit normal que és verd.
En un tipus comú d'aquesta variegació, la part del meristema que produeix teixit epitelial perd la capacitat de produir cloroplasts. l'orla de les fulles pot ser composta per cèl·lules provinents només d'aquest teixit meristemàtic, provocant el descoloriment d'eixa zona de la fulla.
Existeixen altres tipus dins d'aquesta variegació, depenent dels teixits afectats. En alguns casos, la variegació és inestable i la planta pot tornar a un aspecte totalment verd; en altres casos, és estable, no canviant en condicions normals.
Com la variegació és deguda a la presència de dos teixits vegetals, la propagació de les plantes variegades ha de ser feta usant un mètode vegetatiu que preservi els dos tipus de teixit. Sovint es fa a partir del creixement del verticil, com el tallar tiges i l'empelt no es pot fer reproduint a través de les arrels.

## Variegació deguda a efectes de reflexió

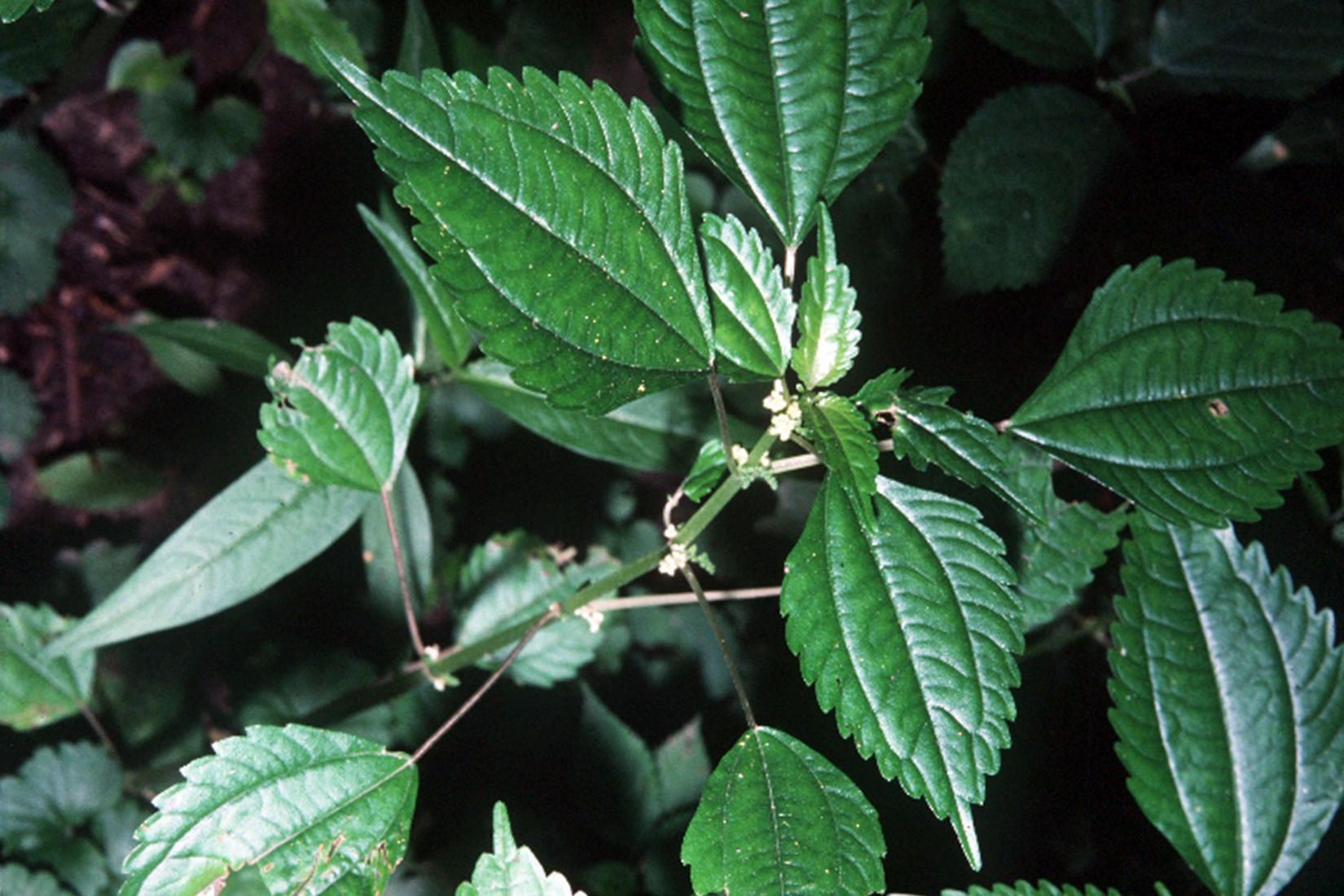
Variegació reflectiva en Pilea pumila.

Alguns tipus de variegació es deuen a efectes visuals de reflexió física de la llum en la superfície foliar. Això passa quan hi ha una capa d'aire sota l'epidermis, cosa que fa una reflexió blanca o platejada. El gènere Pilea és un exemple de plantes domèstiques que ho representen. Les fulles de Cyclamen hederifolium també.
La presència de pèls a les fulles també fan un efecte de reflexió per exemple en el gènere Begonia.
En la planta autòctona anomenada card marià (Silybum marianum) es presenta una variegació natural en els nervis de la fulla.

## Variegació causada per altres pigments

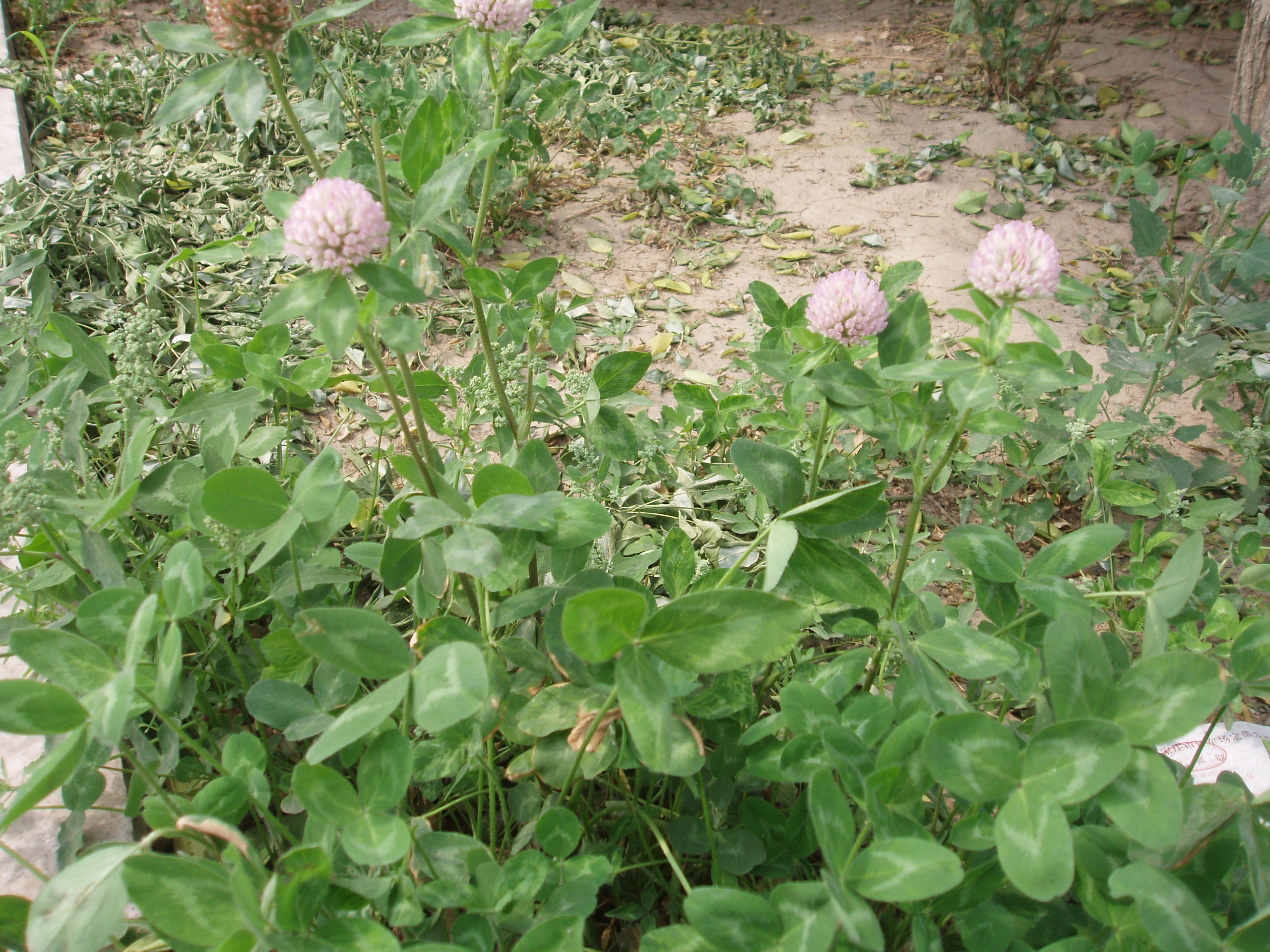
Fulles de trèvol Trifolium pratense amb variegació en forma de "v".

Una causa comuna de variegació és la presència d'altres pigments, com antocianina, emmascarant el pigment verd. Freqüentment, aquesta variegació s'estén per tota la fulla, tornant-la vermella o rosa. Apareixen marques a espècies de trèvols, Bromeliaceae, Pelargonium,Oxalis i Coleus.

## Variegació patològica
Infeccions de virus poden causar l'aparició de determinats patrons en la superfície de la fulla. Els patrons són sovint característics de la infecció permetent-ne la identificació. Exemples en són el virus del mosaic que fan un efecte de mosaic en les fulles. Algunes d'aquestes malalties són prou greus perquè la planta no sobrevisqui i per això no interessen a la jardineria.
La variegació produïda pel virus de la variegació dels cítrics CCV també és molt típica i representa una malaltia molt perjudicial.
El símptomes de deficiència de nutrients poden causar un engroguiment temporal o variable en zones específiques de la fulla per exemple això passa quan manca ferro i magnesi.

## Variegació en plantes de jardí

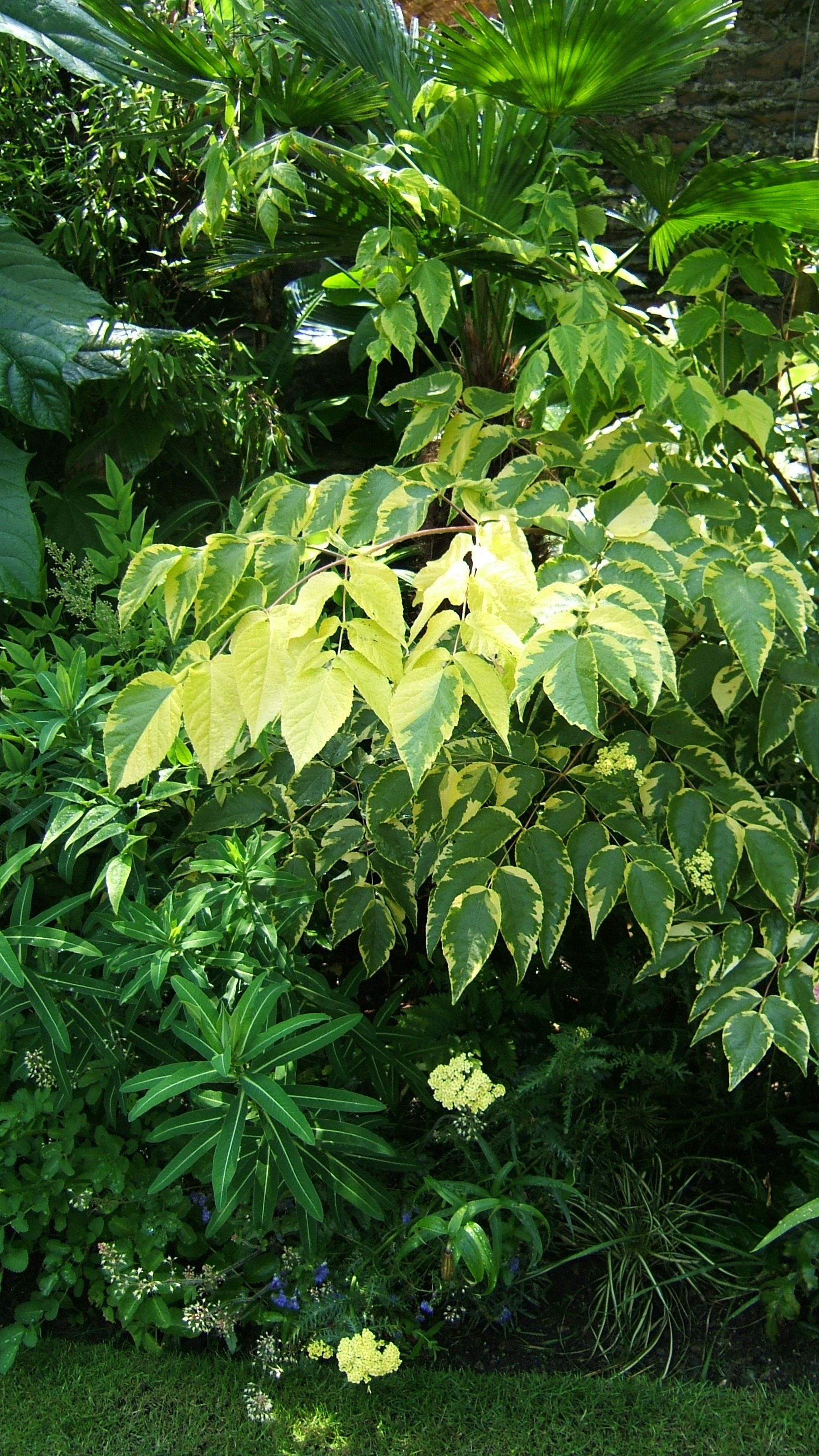
Aralia elata Aureovariegata i Carex ornithopoda Variegata.

Les plantes variegades són molt apreciades des de fa molt de temps en l'horticultura ornamental, ja que la variegació dona un efecte més suau que la disposició de grups de plantes completament verdes. Hi ha llibres especialitzats en aquesta matèria.